# Иван Данов (политик)
Вижте пояснителната страница за други личности с името Иван Данов.
Иван Евгени Данов е български архитект и политик, министър на инвестиционното проектиране в правителството на Пламен Орешарски.

## Биография
Роден е на 6 юни 1957 г. в град София. В периода 1978 – 1983 г. учи архитектура във ВИАС (сега УАСГ). От 1988 до 1989 г. специализира в Училището по архитектура в Лестър, Великобритания. Между 1989 и 1991 г. записва докторантура и става доктор на архитектурните науки в УАСГ.
От 1983 до 1984 г. работи като архитект към „Туристпроект“ в София. В периода 1984 – 2006 г. последователно е асистент, старши асистент и главен асистент в УАСГ. През 1991 и 1992 г. е гост-преподавател и изследовател в Училището по проектантски технологии към Университета в Хъдърсфийлд. През 2005 г. заедно с Илия Лазаров и Кирил Недев създава фирма, която проектира луксозния комплекс „Голф клуб Ибър“ в Долна Баня.
В периода 2006 – 2013 г. е доцент по „Архитектура на сградите, конструкции, съоръжения и детайли (жилищни сгради)“ към катедра „Жилищни сгради“ в Архитектурния факултет в УАСГ, през март 2013 г. става професор, а от май 2013 г. е ръководител на катедра „Жилищни сгради“.
Бил е заместник-декан на Архитектурния факултет на УАСГ (2008 – 2011).
Данов е един от основателите на Камарата на архитектите в България..
Член е и на Камарата на архитектите в Берлин и на Камарата на занаятчиите на Германия.
На 29 май 2013 г. става министър на инвестиционното проектиране в кабинета на Пламен Орешарски.

## Скандали
Според изтекла официална кореспонденция , адресирана до Иван Данов на адреса му в Париж, той е получавал неправомерно обезщетения за безработица във Франция за периода септември 2004 – май 2005 г.